# Битва при Уклесе (1809)
В битве при Уклесе 13 января 1809 года имперский французский корпус во главе с маршалом Клод-Виктором Перреном атаковал испанские войска под командованием Франсиско Хавьера Венегаса. Французы легко разгромили противника, захватив в плен более половины испанских пехотинцев и 4 генералов. Уклес находится в провинции Куэнка в 15 км к востоку от Таранкона и в 100 км к юго-востоку от Мадрида. Сражение произошло во время Пиренейской войны, являющейся частью более широкого конфликта, известного как наполеоновские войны.
В конце 1808 года император Наполеон вторгся в Испанию с Великой армией, рассеял испанские войска и захватил Мадрид. Однако появление британской армии под командованием Джона Мура заставило французского императора отдать приказ преследовать англичан на северо-западе Испании. Постепенно испанские армии начали возрождаться. В конце декабря 1808 года Армия Центра во главе с Педро де Алькантара Альваресом де Толедо, 13-м герцогом Инфантадо, медленно продвигалась к Мадриду, вызывая тревогу среди малочисленного французского гарнизона, охраняющего столицу. Осторожный Инфантадо выслал вперёд своего заместителя Венегаса с сильным авангардом. После того, как Венегас выиграл небольшое сражение в Таранконе, Виктор сосредоточил свой корпус и выступил против него в середине января 1809 года. Без указаний или поддержки со стороны Инфантадо Венегас неразумно пытался удержать позицию в Уклесе. Виктор одолел испанских защитников одной дивизией и загнал многих из них к своей второй дивизии, которая обошла испанцев с фланга. Собрав выживших солдат Венегаса, Инфантадо повёл свою искалеченную армию в горы, потеряв при этом большую часть своей артиллерии. Инфантадо был обвинён в провале и освобождён от командования. Следующим сражением в этом районе была битва при Сьюдад-Реаль в марте.

## Предыстория
После Мадридского восстания и последующего разгрома в битве при Байлене французские оккупационные армии в Испании были вынуждены отступить за реку Эбро на северо-востоке. Потрясённый и разгневанный таким поворотом событий, Наполеон приказал отправить в Испанию 130 тыс. солдат-ветеранов. Французский император планировал объединить подкрепление с уже имеющимися войсками и привести их к окончательному завоеванию Испании и Португалии. Между тем, испанцам вскружили голову их сравнительно легкие успехи, и они считали, что борьба почти закончилась. Испанские генералы и политики начали конфликтовать между собой. К 10 октября 1808 года Наполеон собрал для завоевания Испании 244 125 солдат в восьми армейских корпусах, кавалерийском резерве, Имперской гвардии и других формированиях. В ноябре 1808 года наполеоновские армии нанесли сокрушительный удар, и испанские оборонительные силы были разбиты в боях под Бургосом, Эспиносой, Туделой и Сомосьеррой. 1 декабря Мадрид покорно капитулировал перед Наполеоном. Французский император посадил на испанский трон своего брата Жозефа Бонапарта и начал переписывать законы. Он намеревался послать армии, чтобы захватить Севилью на юге и заново завоевать Португалию при первой возможности. Однако появился новый враг, расстроивший планы Наполеона.
11 декабря 1808 года генерал Джон Мур возглавил британскую армию в количестве 22,5 тыс. пехотинцев, 2,5 тыс. всадников и 66 артиллерийских орудий к северо-востоку от Саламанки. Мур писал другому генералу: «Если пузырь лопнет, и Мадрид рухнет, нам придётся бежать». Вскоре после этого Мур узнал, что Наполеон захватил Мадрид и что у императора более чем 200 тыс. солдат. Тем не менее британский генерал решил нанести удар по изолированному 2-му корпусу маршала Никола Сульта на севере Испании. Когда 21 декабря британская кавалерия разгромила всадников Сульта в Саагуне, французский генерал был застигнут врасплох. Тем временем Наполеон узнал, что происходит, и приказал отправить 80 тыс. солдат на север, чтобы уничтожить англичан.
Узнав о приближающихся французах, Мур повёл свою армию к Ла-Корунье на северо-западе Испании. Хотя в конечном итоге британская армия была благополучно эвакуирована, Мур был убит в битве при Ла-Корунье 16 января 1809 года, а 5 тыс. его солдат погибли во время отступления в середине зимы. Из-за неудачных попыток уничтожить армию Мура планы Наполеона по завоеванию Испании и Португалии были временно отложены. Наполеон покинул Испанию 19 января 1809 года и никогда больше в неё не возвращался. К 23-му он был в Париже, готовясь к следующей войне с Австрийской империей. Хотя в этой войне уже погибло почти 75 тыс. французских солдат, император надеялся, что его брат Жозеф со своими маршалами скоро завершат завоевание Пиренейского полуострова. Эта надежда оказалась напрасной.

## Действия сторон
В декабре дивизионный генерал Лоран де Гувион Сен-Сир разбил испанские войска генерал-капитана Хуана Мигеля де Вивес-и-Фелиу в битве при Молинс-де-Рей, а маршал Жан Ланн начал вторую осаду Сарагосы. Пока Наполеон и его основная полевая армия преследовали Мура, имперские войска, удерживавшие Мадрид, были слишком слабы, чтобы проводить любые наступления. В общей сложности у них насчитывалось 28 тыс. пехотинцев, 8 тыс. кавалеристов и 90 орудий в 1-м корпусе маршала Клод-Виктора Перрена, 4-м корпусе маршала Франсуа Жозефа Лефевра и кавалерийских дивизиях дивизионных генералов Антуана Лассаля, Мари Виктора де Латур-Мобура и Жан-Батиста Мийо. Цифры указаны без учёта Королевской гвардии короля Жозефа, состоящей из четырёх батальонов и одного кавалерийского полка французов, а также двух небольших полков испанских дезертиров.
Кавалерия составляла внешнюю линию обороны. Латур-Мобур разместил по кавалерийской бригаде в Таранконе, Оканье и Мадридехосе. На западе солдаты Мийо патрулировали район вокруг Талавера-де-ла-Рейна. Далеко на западе находились всадники Лассаля, следившие за Альмарасом, где был важный мост через реку Тахо. Виктор защищал Аранхуэс с дивизией генерала Эжен-Казимира Вийята, в то время как Лефевр держал Талаверу с дивизиями генералов Ораса Франсуа Себастьяни и Жана-Батиста Сирю де Валанса. 55-й линейный пехотный полк резервной дивизии дивизионного генерала Жан-Жозефа Дессоля был размещён в Гвадалахаре. Помимо Королевской гвардии, гарнизон Мадрида составляли дивизия 1-го корпуса дивизионного генерала Франсуа Амабля Рюффена и дивизии 4-го корпуса дивизионного генерала Жана Франсуа Леваля.
10 декабря 1808 года Армия Центра завершила отступление в Куэнку. Её новый командующий генерал Педро де Алькантара Альварес де Толедо, 13-й герцог Инфантадо, позволил своим солдатам отдохнуть. Остаток 1-й дивизии был отправлен домой в провинцию Валенсия проводить вербовку, а 2-я, 3-я и 4-я дивизии были реорганизованы в четыре дивизии, включая авангард и резерв. Некоторые малочисленные линейные полки были реформированы из трёх батальонов в один или два. Отставшие и подкрепления пополнили ряды. Настроение солдат поднялось, когда в лагерь вошла бригада генерала графа де Алача Лилли, сбежав от наполеоновских армий. Услышав, что император ушёл на север, Инфантадо решил начать наступление на Мадрид, не дожидаясь окончания реорганизации своей армии.

## Наступление испанцев
25 декабря 1808 года Инфантадо отправил генерала Франсиско Хавьера Венегаса с авангардом и большей частью кавалерии захватить Таранкон, в то время как бригадный генерал и 4 тыс. солдат двинулись на Аранхуэс. Сенра встретил подразделение Вийята в Аранхуэсе и не стал его атаковать, за что был подвергнут резкой критике со стороны Инфантадо. Тем временем Венегасу удалось окружить бригаду драгунов бригадного генерала Андре Тома Перремона в Таранконе. В последний момент французы обнаружили, что происходит, и поспешно оседлали своих лошадей. Перремон решил немедленно атаковать. Когда драгуны начали наступать на испанские войска, пехота была вынуждена построиться в каре. Затем солдаты Перремона проехали между этими каре и отошли в безопасное место, потеряв в бою от 50 до 60 всадников. Поскольку испанская кавалерия опоздала к бою, два драгунских полка ушли без дальнейших потерь.
На западе Лефевр, согласно приказу, 24 декабря подошёл к Альмарасу, чтобы захватить мост. Его солдаты захватили мост и четыре пушки, разогнав испанских защитников. Затем маршал допустил непростительную ошибку. Оставив возле Тахо только кавалерию Лассаля и два батальона, он двинулся на северо-восток к Авиле, игнорируя повторные указания короля Жозефа оставаться на месте. Прибыв в Авилу 5 января, корпус Лефевра оказался полностью оторван от оборонительных рубежей вокруг Мадрида. Разъярённый своим непослушным подчиненным, Наполеон отстранил Лефевра от командования и передал 4-й корпус Себастьяни.
Жозеф и его советник маршал Жан-Батист Журдан были в панике — 4-й корпус ушёл со своей позиции, в стране вспыхнули восстания, а армия Центра стала угрожать Мадриду. Между Инфантадо и столицей находились только Вийят и Латур-Мобур с 9 тыс. солдат. Но вместо того, чтобы воспользоваться своим преимуществом, испанский командующий совершенно ничего не предпринимал в период с 26 декабря по 11 января. Судя по всему, Инфантадо тратил время на придумывание фантастических стратегических схем, не давая своему заместителю Венегасу никаких инструкций. Для поддержки Армии Центра на север из Сьерра-Морены в Вильяарта двинулась испанская дивизия в 6 тыс. человек под командованием генерала маркиза дель Паласио.
Пока Инфантадо колебался, Жозеф и Журдан быстро расправились с местными восстаниями. 27-й лёгкий пехотный полк подавил восстание в Чинчоне с чрезвычайной жестокостью; все мужчины города были убиты. Пострадал и Кольменар-Вьехо, где было казнено множество жителей. Жозеф приказал Виктору переместиться на восток из Аранхуэса в Арганду-дель-Рей, чтобы перекрыть дорогу из Таранкона. 8 января дивизия Дессоль прибыл в Мадрид, а через два дня из Авилы вернулся 4-й корпус. Эти подкрепления позволили восстановить оборону Наполеона вокруг Мадрида. Подкреплённая голландской бригадой, дивизия Леваля была отправлена в гарнизон Талаверы, а дивизия Валанса была направлена охранять Толедо. Дивизии Дессоля и Себастьяни стали мадридским гарнизоном. В подкрепление Виктору была направлена дивизия Рюффена с приказом атаковать.

## Битва
Виктор двинулся вперёд 12 января с 12 тыс. пехотинцев и 3,5 тыс. кавалеристов в дивизиях Рюффена, Вийята, Латур-Мобура и лёгкой кавалерии 1-го корпуса. Узнав о приближении врага, Венегас удалился из Таранкона в Уклес, где к нему присоединилась бригада Сенры. Он запросил дальнейшие инструкции у командующего Армией Центра, но ответа не получил. Вместо этого Инфантадо послал своему заместителю в подкрепление три или четыре батальона и сообщил, что уже находится в пути. Однако он не указал никакой конкретной даты своего прибытия. У Венегаса были сомнения относительно битвы с Виктором. Но, возможно, из-за наличия в Уклесе очень сильной оборонительной позиции, он решил принять бой. У него было примерно 9,5 тыс. пехотинцев, 1,8 тыс. кавалеристов и пять пушек, одна из которых была сломана. Хотя некоторые из полков были ветеранами Байлена, моральный дух был весьма низок. Другой источник указывает силы Венегаса как 9,5 тыс. пехотинцев, 2 тыс. кавалеристов и 480 артиллеристов, итого почти 12 тыс. солдат.
11 января 1809 года армия Инфантадо в 21 216 человек состояла из авангарда под командованием генерал-майора Хосе Мария де ла Куэва, 14-го герцога Альбуркерке (2929 человек), резерва под командованием генерал-лейтенанта Мануэля ла Пеньи (4295), 1-й дивизии под командованием генерал-лейтенанта Антонио Малета, маркиза де Купиньи (5211), 2-й дивизии под командованием генерал-майора графа де Оргаза (5288), примерно 2800 кавалеристов, 383 сапёров и 386 артиллеристов. Силы Венегаса представляли собой набор подразделений из всех пяти основных дивизий Армии Центра. Из авангарда у него было 2848 человек, резерв 1634, 1-я дивизия 2804, 2-я дивизия 1917 и кавалерия 1814. Также у него было 383 сапёра и около 100 артиллеристов.
Численность и состав имперских частей, сражавшихся в Уклесе, были следующими. Обратите внимание, что в список указан на 1 февраля 1809 года, то есть через две недели после битвы. 1-я дивизия Рюффена (5429 человек) содержала по три батальона из 9-го, 24-го и 96-го линейных пехотных полков. 3-я дивизия 1-го корпуса Вийята (6376) включала в себя по три батальона из 27-го легкого, 63-го линейного, 94-го линейного и 95-го линейного пехотных полков. Бригадный генерал Луи Кретьен Каррьер командовал 1386 солдатами кавалерии корпуса, 2-го гусарского и 5-го шассёрского полков. У 1-го корпуса было 48 полевых орудий, укомплектованных 1523 артиллеристами, и 487 сабель Вестфальского шеволежерского полка. В корпусе было четыре пехотных артиллерийских батареи, по две на пехотную дивизию, а также две дополнительные конные артиллерийские батареи. 2-я дивизия дивизионного генерала Пьера Белона Лаписса была на отдельном задании. 1-я драгунская дивизия Латур-Мобура в 2527 человек состояла из 1-го, 2-го, 4-го, 9-го, 14-го и 26-го драгунских полков. Три бригады были под командованием бригадных генералов Перримона, Игнаса Лорана Д’Улланбура и Александра Элизабет Мишель Дижона. Другой источник указывает, что Виктор направил в Уклес 16,3 тыс. человек. Из них Рюффен возглавлял 5 тыс. военнослужащих, Вийят 7 тыс., Латур-Мобур 2,5 тыс., Бомон 1,3 тыс., плюс 500 артиллеристов.
Венегас расставил своих солдат вдоль гребня, идущего с северо-востока к юго-запад. Три пехотных батальона и четыре кавалерийских полка сформировали авангард, наблюдающий за приближением французов из деревни Трибальдос. В центре четыре батальона защищали Уклес с оставшейся конницей и четырьмя орудиями спереди. Восемь батальонов удерживали правый фланг, а шесть батальонов дислоцировались на левом фланге. Венегас держал в запасе только один батальон; остальные его отряды образовали одну вытянутую линию. 13 января на рассвете Виктор отправился из Таранкона двумя колоннами. Виктор вместе с Вийятом и большей частью дивизии Латур-Мобура пошёл по правой дороге, которая была более прямой. Дивизия Рюффена и часть кавалерии пошли по левой дороге. Вийят быстро выгнал авангард из Трибальдоса; тот отступил к основным позициям испанцев. Хорошо осмотрев испанскую линию, Виктор приказал Рюффену повернуть направо и зайти к Венегасу с фланга и тыла.
Виктор развернул дивизию Вийята и кавалерию, в общей сложности около 7 тыс. пехотинцев и 2,5 тыс. всадников. В центре орудия батареи были сняты с передков и начали обстреливать испанскую кавалерию и Уклес. Драгуны были размещены за артиллерией. Между тем, 94-й и 95-й линейные полки под командованием бригадного генерала Жака Пьера Луи Путо развернулись по широкой дуге вправо. Поднимаясь на хребет сбоку, где склон был менее крутым, шесть батальонов Путо атаковали левый фланг испанцев и начали их теснить. Находившийся в монастыре Уклеса Венегас приказал нескольким частям с правого фланга идти на помощь подвергшемуся опасности левому флангу. Однако французы атаковали настолько быстро, что смяли левый фланг испанцев, прежде чем подошло подкрепление. Войска Путо вскоре достигли стен Уклеса.
Когда Виктор увидел успех своего правого крыла, он приказал бригаде Вийята на левом крыле под командованием бригадного генерала Мишеля Мари Пакто также атаковать правый фланг испанцев. Поскольку многие из обороняющихся подразделений были отправлены на левый фланг, Пакто легко достиг вершины хребта. Потрясённые разгромом на левом фланге, войска правого фланга почти не оказали сопротивления. Вскоре всё войско Венегаса отступало с поля. Судя по всему, кавалерия почти не принимала участие в битве, оставив только два или три батальона под командованием генерала Педро Августина Хирона в качестве арьергарда. Тем временем подразделение Рюффена сбилось с пути и ему пришлось идти дольше, чем предполагалось. Хотя Рюффен опоздал на поле битвы, он и его войска случайно прибыли прямо в тыл испанцам. Драгуны Латур-Мобура загнали несчастных солдат Венегаса прямо в руки девяти батальонов Рюффена. Манёвренная испанская кавалерия практически в полном составе избежала ловушки, наряду с некоторыми пехотинцами с левого фланга, а солдаты Хирона прорвались между двумя французскими полками. Но большинство испанских пехотинцев оказались в ловушке и были вынуждены сдаться.

## Итог
Французы взяли в плен четырёх генералов, 17 полковников, 306 офицеров младшего звена и 5560 рядовых, в общей сложности 5887 человек. 1-й корпус также захватил четыре артиллерийских орудия и 20 знамён. Кроме того, испанцы потеряли около 1 тыс. убитых и раненых. Виктор отчитался о потере 150 человек, хотя другой источник указал общие потери французов как 200 человек. Несмотря на лёгкую победу, французские солдаты вышли из-под контроля после битвы, разграбив Уклес и убив 69 мирных жителей. В частности, были убиты монахи за то, что они якобы стреляли по французским солдатам. По словам двух французских очевидцев, с заключенными также обращались весьма жестоко. Когда пленных испанцев вели в Мадрид, их надзиратели убивали тех, кто не мог держать темп; каждый день так убивали больше 30 человек.
Тем временем Инфантадо с оставшимися 9 тыс. солдат отправился 12 января из Куэнки. В тот же вечер он добрался до Ла-Оркахады, что находится в 24 км к востоку от Уклеса. Продолжая наступление 13-го, люди Инфантадо натолкнулись на остатки сил Венегаса и узнали о катастрофе. Командующий армией приказал немедленно уходить в Куэнку. Собрав свой обоз и припасы, Инфантадо покинул свою базу и повёл войска в Чинчилья-де-Монтеарагон, куда они прибыли 20 января. Однако испанские орудия задержались из-за плохой погоды и разлившихся рек. Артиллерийский конвой, защищаемый только одним кавалерийским полком, был перехвачен 18-го числа бригадой Дижона в Тортола-де-Энарес. Всего французскими драгунами было захвачено 15 артиллерийских орудий.
После оккупации Куэнки Виктор решил, что Армия Центра находится вне его досягаемости. Затем маршал отправился искать дивизию Паласио в Вильяхарте. Когда Паласио услышал о разгроме в Уклесе, он удалился в Сьерра-Морена. Обнаружив, что его добыча сбежала, Виктор занял Мадридехос. Считая, что испанский народ достаточно напуган победой в Уклесе, Наполеон наконец позволил своему брату Жозефу совершить триумфальный въезд в свою столицу в Мадриде, который произошёл 22 января, после чего король Жозеф занял свой дворец. Под угрозой испанские подданные Жозефа поклялись в верности своему новому королю. После перехода к перевалу Деспеньяперрос для присоединения своих сил с войском Паласио Инфантадо был отстранен от командования за то, что не смог поддержать Венегаса. Командование Армией Центра принял генерал Хосе де Урбина-и-Урбина, 3-й граф де Картаохаль. Следующим сражением была битва при Сьюдад-Реале 27 марта 1809 года.